# Cochemiea cerralboa
Cochemiea cerralboa ist eine Pflanzenart aus der Gattung Cochemiea in der Familie der Kakteengewächse (Cactaceae). Das Artepitheton cerralboa verweist auf das Vorkommen der Art auf der Isla Cerralvo.

## Beschreibung
Cochemiea cerralboa wächst einzeln, selten Gruppen bildend. Die schlank zylindrischen Triebe werden bis zu 20 Zentimeter hoch und 3 bis 4 Zentimeter im Durchmesser groß. Die gelblich grünen Warzen sind konisch bis zylindrisch geformt, fest und ohne Milchsaft. Die Axillen sind mit kurzen Borsten besetzt. Ein gerader und manchmal gehakter, kräftig gelblicher Mitteldorn wird 1 bis 2 Zentimeter lang. Die mehr oder weniger als 10 Randdornen sind gelb, gerade und bis zu 2 Zentimeter lang.
Die trichterförmigen Blüten sind weiß mit rosabraunen Mittelstreifen und bis zu 2 Zentimeter lang und im Durchmesser groß. Die keulig geformten Früchte sind grünlich bis mehr oder weniger purpurrot. Sie enthalten schwarze Samen.

## Verbreitung, Systematik und Gefährdung
Cochemiea cerralboa ist im mexikanischen Bundesstaat Baja California Sur auf Isla Cerralvo verbreitet.
Die Erstbeschreibung erfolgte 1923 als Neomammillaria cerralboa durch Nathaniel Lord Britton und Joseph Nelson Rose. Peter B. Breslin und Lucas C. Majure stellten die Art 2021 in die Gattung Cochemiea. Weitere nomenklatorische Synonyme sind Mammillaria cerralboa (Britton & Rose) Orcutt (1926), Mammillaria dioica var. cerralboa (Britton & Rose) Neutel. (1986), Mammillaria armillata subsp. cerralboa (Britton & Rose) D.R.Hunt (1997) und Bartschella cerralboa (Britton & Rose) Doweld (2000).
In der Roten Liste gefährdeter Arten der IUCN wird die Art als „Least Concern (LC)“, d. h. als nicht gefährdet geführt.

## Nachweise